# Konrad Stäheli
Konrad Stäheli (Egnach, cantó de Turgòvia, Suïssa, 17 de desembre de 1866 - Sankt Gallen, Cantó de Sankt Gallen, 5 de novembre de 1931) fou un tirador olímpic suís guanyador de quatre medalles olímpiques. Entre 1898 i 1914 guanyà, com a mínim, una medalla d'or en el Campionat del Món de Tir, exceptuant l'any 1903 quan no participà, aconseguint un total de 42 medalles mundials (26 medalles d'or, nou de plata i set de bronze).
Va participar, als 33 anys, en els Jocs Olímpics d'Estiu de 1900 realitzats a París (França), on va aconseguir guanyar la medalla d'or en les proves de pistola militar (per equips), rifle militar (de genolls) i rifle militar (tres posicions per equips), així com la medalla de bronze en la prova de pistola militar (individual).
Va participar en els Jocs Olímpics d'Estiu de 1906 realitzats a Atenes (Grècia), els anomenats Jocs Intercalats i no reconeguts oficialment pel Comitè Olímpic Internacional, on aconseguí guanyar la medalla d'or en la prova de rifle (genolls), la medalla de plata en la prova de rifle (tres posicions) i rifle (posició lliure) i la medalla de bronze en la prova de rifle (bocaterrosa).